# ديفيد هيوز (متسابق يخت)
ديفيد هيوز (بالإنجليزية: David Hughes)‏ هو متسابق يخت أمريكي، ولد في 22 يناير 1978 في إثاكا في الولايات المتحدة.

## وصلات خارجية
- ديفيد هيوز على موقع الاتحاد الدولي للملاحة الشراعية (موقع جديد) (الإنجليزية)
- ديفيد هيوز على موقع الاتحاد الدولي للملاحة الشراعية (موقع قديم) (الإنجليزية)
- ديفيد هيوز على موقع اللجنة الأولمبية الدولية (الإنجليزية)
- ديفيد هيوز على موقع أوليمبيديا (الإنجليزية)
- ديفيد هيوز على موقع اللجنة الأولمبية والبارالمبية الأمريكية (الإنجليزية)